# Bhiwadi
Bhiwadi è una suddivisione dell'India, classificata come census town, di 33.830 abitanti, situata nel distretto di Alwar, nello stato federato del Rajasthan. In base al numero di abitanti la città rientra nella classe III (da 20.000 a 49.999 persone).

## Geografia fisica
La città è situata a 28° 12' 51 N e 76° 50' 36 E.

## Società

### Evoluzione demografica
Al censimento del 2001 la popolazione di Bhiwadi assommava a 33.830 persone, delle quali 21.471 maschi e 12.359 femmine. I bambini di età inferiore o uguale ai sei anni assommavano a 5.720, dei quali 3.170 maschi e 2.550 femmine. Infine, coloro che erano in grado di saper almeno leggere e scrivere erano 22.791, dei quali 16.299 maschi e 6.492 femmine.